# Piotr Szurek
Piotr Paweł Szurek (ur. 1958 w Stęszewie) – polski artysta, grafik, profesor, nauczyciel akademicki w Uniwersytecie Artystycznym im. Magdaleny Abakanowicz w Poznaniu oraz w Instytucie Sztuk Wizualnych Wydziału Artystycznego Uniwersytetu Zielonogórskiego. Zajmuje się grafiką, rysunkiem i malarstwem. Prezentował swoje prace na wielu wystawach indywidualnych, m.in. w Paryżu, Luksemburgu, Brukseli, Nancy, Longwy, Wiesbaden, Ho Chi Minh.

## Życiorys
Studiował w Państwowej Wyższej Szkole Sztuk Plastycznych. Obronił pracę doktorską, następnie habilitował się na podstawie oceny dorobku naukowego i pracy. 31 października 2007 nadano mu tytuł profesora w zakresie sztuk plastycznych.
Od 1987 pracuje w macierzystej uczelni prowadząc obecnie III Pracownię Grafiki – Wklęsłodruku na Wydziale Grafiki Artystycznej UAP oraz Pracownię Grafiki – Wklęsłodruku i Wypukłodruku na Wydziale Artystycznym Uniwersytetu Zielonogórskiego.